# Saint-Jacques-des-Arrêts
Saint-Jacques-des-Arrêts korábbi község (település) Franciaországban, Rhône megyében. 2019. január 1-jén Avenas, Ouroux, Saint-Christophe, Monsols, Saint-Mamert és Trades községekkel egyesült és az így létrejött Deux-Grosnes új község része lett.
Lakosainak száma 119 fő (2018. január 1.). Saint-Jacques-des-Arrêts Germolles-sur-Grosne, Cenves, Jullié, Ouroux, Saint-Mamert, Trades és Vauxrenard községekkel határos.

## Népesség
A település népessége az elmúlt években az alábbi módon változott:
| Lakosok száma | 104  | 101  | 107  | 109  | 119  |
|               | 2013 | 2015 | 2016 | 2017 | 2018 |